# Hobby Horse
Hobby Horse is een eenmalig project geweest van de Britse zangeres Mary Hopkin en producer Tony Visconti.
In 1972 verscheen het enige hitje, bij platenlabel Bell: het van vrolijke vocals voorziene Summertime Summertime, een cover van een lied uit 1958 geschreven door T. Jameson en J. Feller en toen gezongen door The Jamies. De nauwelijks twee minuten durende hit werd een succes in Nederland, België en Duitsland. De plaat stond vijf weken genoteerd in de Daverende Dertig / Hilversum 3 Top 30 op de publieke popzender Hilversum 3 met als hoogste notering een 5e positie.  In de Veronica Top 40 op Radio Veronica werd de 7e positie bereikt en stond negen weken in deze lijst genoteerd.
In België bereikte de plaat de 27e positie in de voorloper van de Vlaamse Ultratop 50 en de 17e positie in de Vlaamse Radio 2 Top 30. In Wallonië werd géén notering behaald.
Op de B-kant van het singletje staat Sweet and Low.